# Bitwa pod Doryleum (1097)
Bitwa pod Doryleum – bitwa stoczona w dniu 1 lipca 1097 roku w pobliżu miejscowości Doryleum w centralnej Anatolii pomiędzy siłami I krucjaty wspieranymi przez oddział bizantyński a połączoną armią Sułtanatu Rumu i Daniszmendydów, zakończona zwycięstwem armii krzyżowców.

## Przed bitwą
Po tym jak władca Sułtanatu Rumu Kilidż Arslan I został pokonany przez armię I krucjaty w bitwie pod Niceą w maju 1097 roku przestał on lekceważyć krzyżowców, o których wcześniej miał niskie mniemanie po rozbiciu wyprawy ludowej. Zawarł sojusz z drugim państwem Turków Seldżuckich w Anatolii, Daniszmendydami, i z połączonymi siłami czekał na okazję do zaatakowania wojsk I krucjaty w sprzyjających dla siebie warunkach.
Tymczasem 29 czerwca armia krzyżowców podzieliła się na dwie części, ze względu na trudności w przemarszu jedną drogą tak ogromnej liczby ludzi. Przodem ruszyli Normanowie pod wodzą Boemunda z Tarentu i Roberta z Normandii, za nimi zaś w pewnej odległości reszta armii z Gotfrydem z Bouillon, Rajmundem z Tuluzy i biskupem Ademarem.
30 czerwca zwiadowcy armii Boemunda i Roberta donieśli o obecności Turków w okolicy, jednak książęta uznali, że musi to być niewielki oddział, i nie uprzedzili drugiej kolumny krzyżowców. Jednak następnego dnia, kilka godzin po świcie, kiedy pierwsza armia krzyżowców przeprawiła się przez niewielką okresową rzekę i wyszła na otwarty teren u zbiegu dwóch dolin, w pobliżu dawnej bizantyńskiej twierdzy Doryleum, nieoczekiwanie pojawiły się przed nią tysiące tureckich jeźdźców. Była to armia pod wodzą Kilidż Arslana, który postanowił wykorzystać okazję do pobicia krzyżowców. Nieznana jest dokładna liczba podwładnych Boemunda i Roberta. Cała armia krzyżowców w chwili wyruszenia pod Niceę liczyła około 7500 dobrze uzbrojonych konnych rycerzy oraz 5000 piechoty, oprócz tego zaś nawet ponad 60 tysięcy różnego rodzaju osób towarzyszących – giermków, czeladzi, księży, rodzin żołnierzy itd. Prawdopodobnie w chwili przybycia pod Doryleum armia ta była właściwie nienaruszona. Nieznana jest także dokładna liczba Turków, lecz mogli oni dysponować siłami nawet większymi niż połączone armie krzyżowców.

## Bitwa
Armię krzyżowców ogarnęło przerażenie – szeregi tureckich jeźdźców wydawały się niezmierzone, a ich wycie i okrzyki bojowe wzbudzały popłoch. Wzbierającą panikę opanowali Boemund i Robert, którzy natychmiast wysłali prośbę o pomoc do drugiej armii oraz nakazali rozbić prowizoryczny obóz, w którym mogły się schronić osoby cywilne towarzyszące wojsku. Wokół niego ustawili w zwartym szyku żołnierzy, którzy natychmiast stali się przedmiotem ataku Turków stosujących swoją zwykłą taktykę krążenia wokół nieprzyjacielskiej armii i stopniowego zacieśniania pierścienia wokół niej, przy jednoczesnym wypuszczaniu na przeciwnika tysięcy strzał.
Krzyżowcy byli przerażeni – nie znali takiego sposobu walki, dążyli do bezpośredniego zwarcia, przed którym tureccy jeźdźcy się uchylali. Zdumiewała ich także sprawność z jaką Turcy wypuszczali strzały w pełnym biegu, nawet w odwrocie, jak i zasięg ich broni. Wydaje się, że zwarty szyk krzyżowców, uniemożliwiający Turkom rozbicie przeciwnika, nie załamał się jedynie z powodu osobistej odwagi Boemunda i Roberta, których wytrwałość stanowiła przykład dla szeregowych żołnierzy. Niemniej wojsko krzyżowców przez pięć godzin musiało znosić turecki ostrzał, na który właściwie nie mogło odpowiedzieć, tak że jego szyki powoli mieszały się i zaczęło ono wycofywać się do obozu.
W tym momencie jednak, a było to niedługo po południu, przybyła druga armia krzyżowców w postaci oddziałów prowadzonych przez Rajmunda z Tuluzy, Gotfryda z Bouillon i Hugona z Vermandois. Bitwa jednak nadal nie była rozstrzygnięta i o ostatecznym zwycięstwie krzyżowców przesądziło dopiero pojawienie się na tyłach Turków oddziału prowadzonego przez biskupa Ademara, który skorzystał z rady bizantyńskich przewodników i udał się na pole bitwy górskimi ścieżkami, by następnie uderzyć na skrzydło wojsk tureckich. Turcy nie dotrzymali pola atakowi połączonych sił krzyżowców i zmęczeni całodziennym bezskutecznym nękaniem nieprzyjaciela pierzchli z pola walki. Krzyżowcy na swoich powolniejszych od tureckich koniach nie mogli ich ścigać, lecz w ich ręce wpadł nieprzyjacielski obóz wraz ze skarbem Kilidż Arslana.

## Po bitwie
Krzyżowcy byli bliscy katastrofy, lecz ostatecznie odnieśli decydujące zwycięstwo, które otworzyło im drogę przez Anatolię. Żeby docenić ten sukces, należy zauważyć, że nie udało się to ani wyprawom posiłkowym do Ziemi Świętej w roku 1101 ani armiom II wyprawy krzyżowej, które zostały rozbite przez Turków Seldżuckich. Zwycięstwo zawdzięczali dyscyplinie i wysokiemu morale, pozwalającymi im trwać pod tureckim ostrzałem, czego na pierwszy rzut oka trudno było się spodziewać po tej zbieraninie ludzi z różnych krajów. Zostało ono jednak drogo okupione. Szacuje się, że poległo około 4 tysiące krzyżowców, a więc utracili oni niemal jedną trzecią armii. Także Turcy ponieśli ciężkie straty, były one jednak nieco mniejsze i wynosiły około 3 tysiące żołnierzy. Niemniej Kilidż Arslan uznał, że nie jest w stanie otwarcie przeciwstawić się siłom I krucjaty i nie zaatakował ich już we frontalnej bitwie, prowadząc jedynie wojnę podjazdową i utrudniając im marsz przez stosowanie taktyki spalonej ziemi.
Krzyżowcy przez trzy dni obozowali nieopodal pola walki, grzebiąc poległych i odzyskując siły. Wielkie wrażenie wywarła na nich odwaga i sprawność seldżuckich wojowników: „Jaki człek, choćby najbardziej doświadczony i uczony, ośmieliłby się opisać umiejętności i męstwo Turków [...]. Nie znalazłbyś silniejszych ani dzielniejszych, ani też bardziej wprawnych żołnierzy”. Po bitwie krzyżowcy mogli wyruszyć w kierunku Antiochii, kolejnego etapu ich zbrojnej pielgrzymki do Jerozolimy.